# 부룬디 프랑

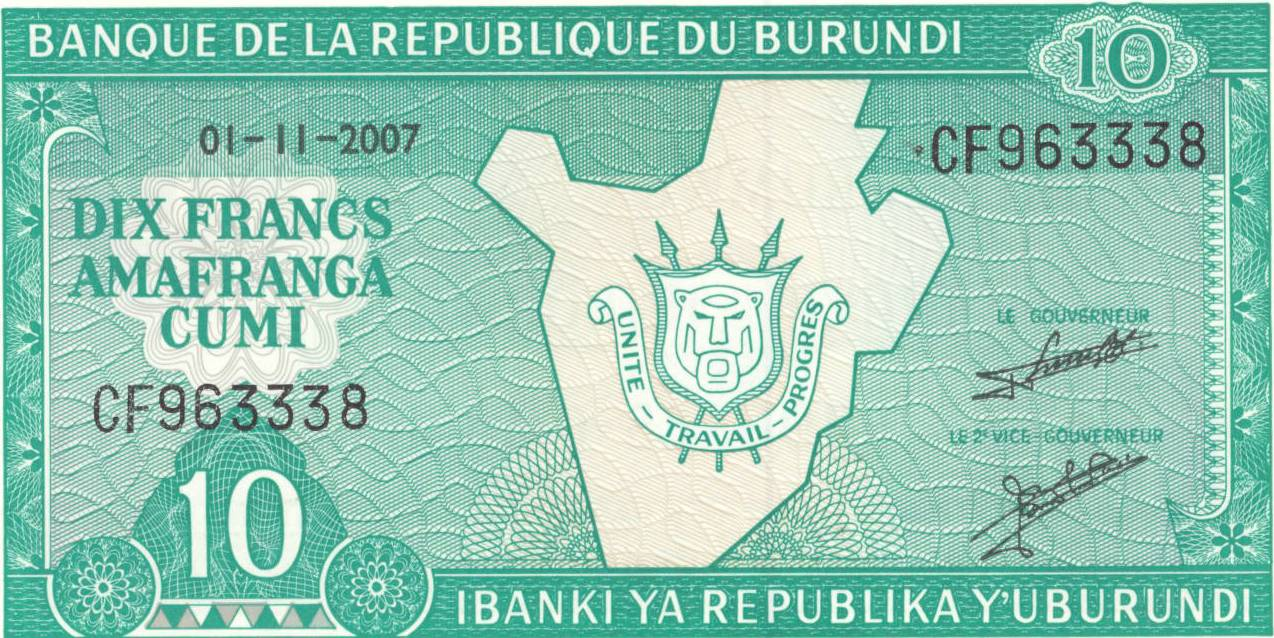

부룬디 프랑(프랑스어: franc burundais, ISO 4217 부호: BIF)은 부룬디의 통화이다. 비록 1 프랑은 100 "상팀"(centimes)으로 나뉘기는 하나, 부룬디가 독자적인 프랑을 발행한 후 상팀 동전은 발행되지 않는다. 부룬디가 벨기에령 콩고 프랑을 사용한 기간 동안만 상팀 동전이 발행되었다.

## 역사
프랑은 1916년, 벨기에가 옛 독일 식민지인 부룬디를 점령하고 독일령 동아프리카 루피를 벨기에령 콩고 프랑으로 대체했을때, 부룬디의 통화가 되었다. 르완다와 부룬디 프랑이 도입된 1960년까지, 부룬디는 벨기에령 콩고 프랑을 사용했다. 부룬디는 독자적인 프랑을 1964년부터 발행하기 시작했다.
5개의 가맹국이 있는 동아프리카 공동체는 새로운 공통 통화인 동아프리카 실링을 2009년 말에 도입할 계획을 가지고 있다.

## 동전
1965년, 부룬디 왕국 은행(Bank of the Kingdom of Burundi)은 황동으로 만든 1 프랑 동전을 발행했다. 1968년, 부룬디 공화국 은행(Bank of the Republic of Burundi)은 동전의 발행권을 인수받고 알루미늄으로 만든 1, 5 프랑 동전과 백동으로 만들어진 10 프랑 동전을 도입했다. 5, 10 프랑은 연속적으로 톱니형이다. 1, 5 프랑 동전의 2번째 타입은 1976년에 도입되었는데, 국장이 있다.

## 지폐
1964년, 르완다와 부룬디 발행 은행(Rwanda and Burundi Bank of Emission)의 5, 10, 20, 50, 100, 500, 1000 프랑 종류의 지폐는 나라안에서 사용되기 위해 "Burundi"(부룬디)라는 이름을 덧붙여 인쇄되었다. 이어서 1964년과 1965년에는 같은 종류의 지폐들이 부룬디 왕국 은행에 의해 발행되었다.
1966년, 20 프랑 이상의 지폐들이 부룬디 공화국 은행에 의해 덧붙여 인쇄되었으며, 기존의 "Kingdom" (왕국)이라는 단어를 "Republic" (공화국)으로 바꾸었다. 부룬디 공화국 은행의 정규 발행은 10, 20, 50, 100, 500, 1000, 5000 프랑의 액면의 지폐로 시작되었다. 10 프랑 지폐는 1968년에 동전으로 대체되었다. 2000 프랑 지폐는 2001년, 2004년에 10,000 프랑이 각각 도입되었다. 사진사 켈리 파잭(Kelly Fajack)의 부룬디에 있는 학교 아이의 그림은 부룬디 1만 프랑 지폐에 사용되었다.

## 역사적 환율
2006년 1월 3일, 부룬디 프랑은 1달러당 925 프랑으로 평가되었다. 2008년 1월 1일, 부룬디 프랑은 미국 달러당 1,129.40 프랑으로 평가되었다. 2009년 1월 1일, 부룬디 프랑은 미국 달러당 1,234.33 프랑으로 평가되었다. 7월 10일, 부룬디 프랑은 미국 달러당 1,587.60 프랑으로 평가되었다.

## 같이 보기
- 부룬디의 경제